# Lewoleba Timur
Lewoleba Timur is een bestuurslaag in het regentschap Lembata van de provincie Oost-Nusa Tenggara, Indonesië. Lewoleba Timur telt 3442 inwoners (volkstelling 2010).